# Parapropus sericeus
Espèce
Parapropus sericeus est une espèce de coléoptères de la famille des Leiodidae.

## Liste d'espèces
Selon Fauna Europaea :
- P. s. sericeus
- P. s. augustae
- P. s. intermedius
- P. s. minutus
- P. s. muelleri
- P. s. simplicipes
- P. s. sinuaticollis
- P. s. stilleri
- P. s. taxi